# Kinsman Notch
Kinsman Notch est un col de montagne situé à 570 mètres d'altitude dans les montagnes Blanches du New Hampshire, États-Unis. C'est le plus occidental des cols majeurs à travers les montagnes Blanches (les autres étant Franconia Notch, Crawford Notch, et Pinkham Notch). Au sud-est, la vallée est drainée par la rivière Lost, menant à la rivière Pemigewasset, et finalement au fleuve Merrimack, coulant vers le golfe du Maine. Le versant nord-ouest du col est drainé par le ruisseau Beaver et la rivière Wild Ammonoosuc, un affluent de la rivière Ammonoosuc, une partie du bassin hydrographique du fleuve Connecticut menant à Long Island Sound.

## Géographie
Le col se trouve entre le mont Moosilauke au sud-ouest et la ligne de crête de Kinsman Ridge au nord-est. Le sentier des Appalaches suit la ligne de partage des eaux sur son itinéraire entre le mont Moosilauke et Kinsman Ridge. Le sentier descend du mont Moosilauke le long des cascades du ruisseau Beaver, une succession de chutes d'eau présentant un dénivelé de 370 m. La réserve de Lost River, une gorge sauvage remplie d'énormes rochers, se trouve juste au sud-est du col.